# Lepidarchus
Lepidarchus is een monotypisch geslacht van straalvinnige vissen uit de familie van de Afrikaanse karperzalmen (Alestidae).

## Soort
- Lepidarchus adonis Roberts, 1966